# Liste der Kardinalskreierungen Gregors IX.
Papst Gregor IX. hat im Verlauf seines Pontifikates (1227–1241) in fünf Konsistorien die Kreierung von 10 Kardinälen vorgenommen.

## Konsistorien

### 18. September 1227
- Johannes d’Abbeville,[2] Patriarch von Konstantinopel – Kardinalbischof von Sabina, † September 1237
- Goffredo di Castiglione[3] – Kardinalpriester von S. Marco, dann (1238) Kardinalbischof von Sabina und endlich Papst Coelestin IV. (25. Oktober 1241), † 10. November 1241
- Rinaldo Conti di Jenne[4] – Kardinaldiakon von S. Eustachio, dann (1231) Kardinalbischof von Ostia und endlich Papst Alexander IV. (12. Dezember 1254), † 25. Mai 1261
- Sinibaldo de Fieschi[5] – Kardinalpriester von S. Lorenzo in Lucina, dann Papst Innozenz IV. (25. Juni 1243), † 7. Dezember 1254
- Bartolomeo di San Pudenziana[6] – Kardinalpriester von S. Pudenziana, † 15. März 1231
- Oddone di Tonengo[7] – Kardinaldiakon von S. Nicola in Carcere, dann (28. Mai 1244) Kardinalbischof von Porto e S. Rufina, † vor 23. Januar 1251

### 1229
- Jakob von Vitry,[8] Can.Reg., Bischof von Akkon – Kardinalbischof von Frascati, † 1. Mai 1240

### 1231
- Giacomo da Pecorara,[9] O.Cist. – Kardinalbischof von Palestrina, † 25. Juni 1244

### 1238
- Riccardo Annibaldi[10] – Kardinaldiakon von S. Angelo, † 4. Oktober 1276
- Robert Somercotes[11] – Kardinaldiakon von S. Eustachio, † 16. September 1241

## Die angebliche Kardinäle
Die folgenden Personen sind von einigen Autoren irrtümlich als die von Gregor IX. kreierte Kardinäle erwähnt:
- Niccolò Conti di Segni – angeblich Kardinalpriester von S. Marcello von 1228 oder 1230 bis zum Tod im Jahre 1239, in der Tat wurde er nie zum Kardinal ernannt und starb 1272 nur als Subdiakon; unter Alexander IV. wirkte er als domini papae camerarius[12]
- Simon de Sully, Erzbischof von Bourges sowie Ester Kaplan des Königs († 1232) – angeblich Kardinalpriester von S. Cecilia von 1231 bis zum Tod. In der Tat wurde er nie zum Kardinal ernannt und starb nur als Erzbischof von Bourges. Die Nachrichten über sein Kardinalat beruhen auf Verwechslung mit Simon de Brion, Kardinalpriester von S. Cecilia seit 1261 (späterer Papst Martin IV.)[13]
- Raymond de Pons, Bischof von Perigueux († 1232) – nach den späteren Nachrichten zum Kardinalpriester ernannt, aber keine bekannte Urkunde oder andere zeitgenössische Quelle erwähnt ihn als solchen[14]
- François Cassard, angeblich Erzbischof von Tours und Kardinalpriester von SS. Martino e Silvestro – er ist nur aus den gefälschten Urkunden bekannt[15]
- Guido, Kardinaldiakon von S. Adriano – existierte überhaupt nicht, wurde mit dem Kardinal Goffredo von Trani († 1245) verwechselt[16]
- Raimund Nonnatus, Mercedarier († 1240) – angeblich Kardinaldiakon von S. Eustachio in 1240, was jedoch unmöglich ist, weil diese Diakonie zu dieser Zeit mit Robert Somercotes besetzt war[17]